# Perina kalisi
Perina kalisi är en fjärilsart som beskrevs av Collenette 1949. Perina kalisi ingår i släktet Perina och familjen tofsspinnare. Inga underarter finns listade i Catalogue of Life.